# Fidela Oller Angelats
Fidela Oller Angelats (Banyoles, 11 de setembre de 1869 - Xeresa, entre el 26 i 29 d'agost de 1936), nascuda com Maria Dolors Oller Angelats. Al costat de les seves germanes, la Mare Facunda i la Mare Josepa Monrabal, va ser assassinada durant la Guerra Civil espanyola per la seva condició religiosa, pertanyien a l'Institut de les Religioses de Sant Josep de Girona (també conegudes com a Germanes Veladores).
El 23 de gener de 2015, el Papa Francesc va promulgar el decret que reconeix la seva mort com a martiri. La Catedral de Girona va acollir la cerimònia de beatificació.

## Biografia
Dolors va néixer el 17 de setembre de 1869 al carrer de l'Església, cantonada amb la Plaça del Teatre, Banyoles (Girona). Dolors era la filla major del matrimoni format per Lorenzo Oller Verdaguer i Margarita Angelats Frigola, una família de terrissaires, que van heretar el negoci familiar dels seus avantpassats i del que vivien tots ells, juntament amb altres tres fills: Salvador, Lorenzo i Teresa, i l'avi Lorenzo.
Va estar un temps en el noviciat de les germanes de Sant Josep de Girona conegut també com a Institut de les Religioses de Sant Josep de Girona i que va ser fundat per Maria Gay i Tibau. Al temps va tornar a casa on passà alguns anys, però finalment al maig de 1892, va tornar definitivament al noviciat de Girona, on pren nom de Fidela. Dos anys més tard, el 17 de novembre de 1894, va professar per primera vegada.
Al 1911 és destinada a la comunitat de Malgrat de Mar (Barcelona), que gestiona l'Hospital de la població, amb el càrrec de superiora. La proximitat amb la població de Mataró permet que el seu germà Salvador la visiti unes dues o tres vegades (ell era religiós marista i professor del col·legi Sant Josep de Mataró). L'agost de 1917 es trasllada a la comunitat de Camprodon (Girona) on serà nomenada superiora en 1918; entre 1921 i el 4 de juny de 1926 anirà a Palamós (Girona), en aquesta data és traslladada a Gandia (Comunitat Valenciana) per fundar allí una comunitat i on va ser superiora.
El 28 d'agost de 1936 és empresonada per un grup de milicians, pujada a un camió i portada camí a València, per ser afusellada, al costat de la Mare Josefa Monrabal, la matinada del 29 en el lloc conegut com la "Pedrera de Xeresa". Estava propera a complir 67 anys.

## Beatificació
El gener de 2015 el Papa Francesc va reconèixer el martiri de 21 religiosos durant la Guerra Civil, entre els quals hi havia tres religioses de la congregació de l'Institut de les Germanes de Sant Josep: Fidela Oller Angelats, Facunda Margenat Roura i Josefa Monrabal Montaner.
El 23 de gener es va procedir en la Catedral de Girona a la beatificació de Fidella Oller. La cerimònia va ser presidida pel cardenal Angelo Amato, Prefecto de la Congregació per a les Causes dels Santos, acompanyat pel cardenal arquebisbe de València, Antonio Cañizares, i el bisbe de Girona, Francesc Artigas.